# Préchac (Gironda)
Préchac é uma comuna francesa na região administrativa da Nova Aquitânia, no departamento da Gironda. Estende-se por uma área de 65,67 km². Em 2010 a comuna tinha 1 020 habitantes (densidade: 15,5 hab./km²).